# Manuel cuda
1. WEITERLEITUNG Manuel Cuda